# Harry Styles
Harry Edward Styles (Holmes Chapel, Cheshire; 1 de febrero de 1994) es un cantante, compositor y actor británico. Inició su carrera como cantante en 2010 como integrante de la boy band One Direction, con la que participó en el programa The X Factor y quedó en tercer lugar. Pese a no ganar, la agrupación firmó un contrato discográfico con el sello Syco, con el que publicaron los álbumes Up All Night (2011), Take Me Home (2012), Midnight Memories (2013), Four (2014) y Made in the A.M. (2015), los cuales alcanzaron la primera posición en las listas de los más vendidos en numerosos países, entre estos los Estados Unidos y el Reino Unido, además de registrar altas ventas.
Luego de que One Direction anunciara un descanso indefinido, Styles inició su carrera como solista con la publicación de su álbum homónimo en 2017, el cual recibió buenos comentarios de la crítica y debutó en la cima de las listas de los principales mercados del mundo. Del disco se lanzó como sencillo el tema «Sign of the Times», que llegó al puesto número 1 en el Reino Unido y al 4 en los Estados Unidos. Gracias a dicha canción ganó su primer galardón en los premios Brit. En 2019, lanzó su segundo álbum como solista, Fine Line, que tuvo buenas críticas y alcanzó la primera posición en varios países con récords en ventas. Del álbum fueron lanzados como sencillos los temas «Lights Up» y «Adore You», que ingresaron al top 10 en el Reino Unido. Asimismo, fue lanzado como sencillo «Watermelon Sugar», que se convirtió en su primera canción en alcanzar el número 1 del Billboard Hot 100 de los Estados Unidos y le valió el Grammy a la mejor interpretación de solista pop, así como su segundo premio Brit.

## Biografía y carrera musical

### 1994-2010: primeros años y audición enThe X Factor
Harry Styles nació el 1 de febrero de 1994 en el pueblo de Holmes Chapel, ubicado en Cheshire, Reino Unido, bajo el nombre de Harry Edward Styles. Es hijo de Des Styles y Anne Cox, y hermano menor de Gemma Styles. Los padres de Harry se divorciaron cuando él tenía solo siete años y su madre ha comentado que siempre lo ha apoyado en todo. Estudió en la Holmes Chapel Comprehensive School, donde formó su propia banda llamada White Eskimo junto a sus amigos Haydn Morris, Nick Clough y Will Sweeney. En 2009, participaron en la «Batalla de Bandas» y resultaron ganadores. También trabajó en una panadería durante un tiempo. En 2010, Harry audicionó para The X Factor con la canción «Isn't She Lovely» de Stevie Wonder y resultó elegido. Por esto, su banda tuvo que separarse. Sin embargo, los amigos de Harry afirman que aún se mantienen en contacto con él por medio de mensajes de texto.

### 2010-2015: One Direction y bases de carrera como solista

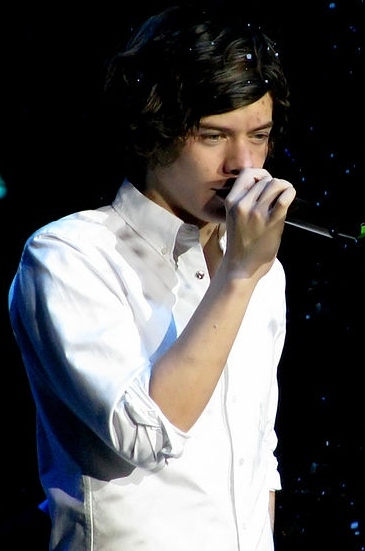
Styles en mayo de 2012 durante un concierto del Up All Night Tour en Toronto (Canadá).

Tras audicionar para The X Factor, la jueza Nicole Scherzinger sugirió que Harry formase parte de un grupo llamado One Direction junto con Liam Payne, Zayn Malik, Niall Horan y Louis Tomlinson. La creación del grupo se hizo realidad y los cinco fueron apadrinados por Simon Cowell. Durante la competencia, la banda interpretó distintos temas como «My Life Would Suck Without You» de Kelly Clarkson y «Total Eclipse of the Heart» de Bonnie Tyler, lo que los convirtió en uno de los favoritos para ganar el concurso. Sin embargo, quedaron en el tercer lugar, detrás de Rebecca Ferguson y el ganador Matt Cardle. A pesar de no haber ganado, Cowell pagó un contrato de dos millones de libras para que One Direction firmara con el sello discográfico Syco.
En 2011, lanzaron su primer álbum de estudio, Up All Night. Este debutó en el número uno del Billboard 200, lo que convirtió a One Direction en el primer grupo británico que hace debutar su primer álbum de estudio en el número uno. Su primer sencillo, «What Makes You Beautiful», alcanzó el número uno en Irlanda, México y el Reino Unido. Los sencillos posteriores, «Gotta Be You», «One Thing» y «More than This», contaron con un éxito moderado, siendo exitosos en algunos países, pero fracasos en otros. Para promocionar el disco, se embarcaron en el Up All Night Tour y sacaron un DVD de la gira, llamado Up All Night: The Live Tour.
En noviembre de 2012, lanzaron su segundo álbum, Take Me Home. Este contó con una recepción mejor a la de Up All Night, ya que llegó al número uno en el Reino Unido, siendo el primer disco del quinteto que lo logra. También alcanzó el primer puesto en Australia, Canadá, los Estados Unidos, Irlanda y Nueva Zelanda. Los dos primeros sencillos de este disco, «Live While We're Young» y «Little Things», tuvieron una buena recepción. El primero, alcanzó el primer puesto en Irlanda y Nueva Zelanda, mientras que el segundo llegó al primer puesto en el Reino Unido. El tercer y último sencillo, «Kiss You», fracasó en ventas en la mayoría de los países y no logró posiciones destacadas en comparación con los dos lanzamientos previos de One Direction. Por otra parte, juntos iniciaron su segunda gira Take Me Home Tour, que recorrió cuatro continentes de todo el mundo y además parte de ella fue grabada para su primera película documental dirigida por Morgan Spurlock, llamado This is Us.

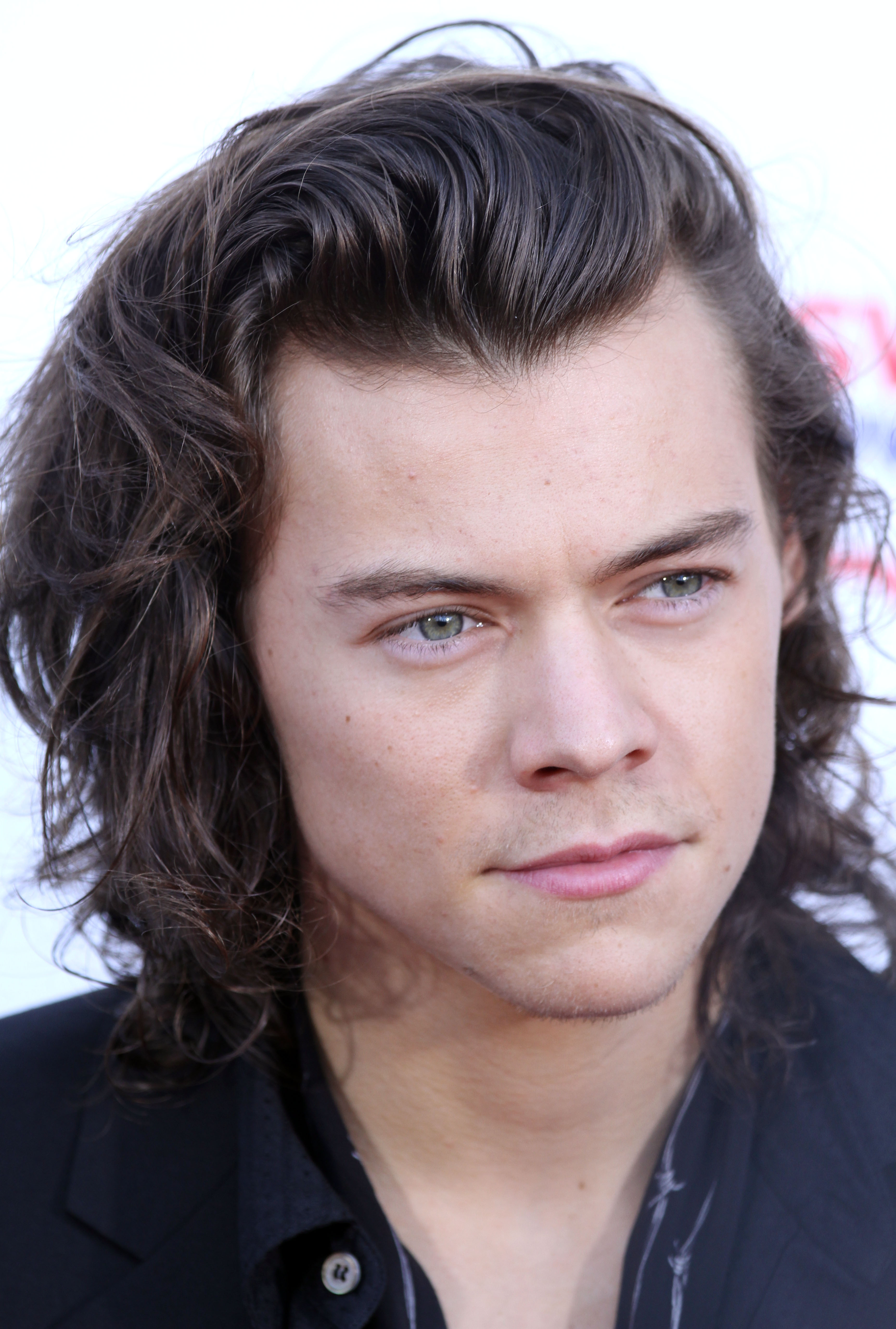
Styles durante los ARIA Awards celebrados en Australia en 2014.

En otras actividades, realizaron un mezcla de «One Way or Another» de Blondie y «Teenage Kicks» de The Undertones llamada «One Way or Another (Teenage Kicks)», con el fin de ayudar a recaudar fondos para la organización Comic Relief. A finales de marzo, pausado el Take Me Home Tour, Harry decidió viajar a Los Ángeles, California, donde pasó parte de su tiempo componiendo y grabando canciones en uno de los estudios Paramount en Hollywood. Sin embargo, amigos cercanos del cantante afirmaron al diario Daily Mirror que la prioridad del cantante era One Direction y que no planea lanzar un disco próximamente. Luego, en abril, el representante de One Direction aseguró que no se encontraba trabajando en un primer disco como solista, sino que simplemente estaba planteando nuevas ideas para el tercer disco del grupo.
El tercer álbum de estudio de la banda Midnight Memories se lanzó el 25 de noviembre de 2013. Fue el álbum más vendido en todo el mundo en 2013 con 4 millones de copias vendidas en todo el mundo. «Best Song Ever», el sencillo principal del álbum se convirtió en la canción más exitosa de One Direction en Estados Unidos. Tras el lanzamiento del álbum, el grupo se embarcó en la gira Where We Are. En noviembre de 2014, One Direction lanzó su cuarto álbum Four que incluiría los sencillos «Steal My Girl» y «Night Changes», ambas canciones alcanzaron la certificación de platino en Estados Unidos. En febrero de 2015, la banda se embarcó en la gira On The Road Again, tocando en Australia, Asia, África, Europa y América del Norte. En noviembre de 2015, se lanzó su quinto álbum Made in the AM, liderado por los sencillos «Drag Me Down» y «Perfect». Tras el lanzamiento del álbum, el grupo pasó a una pausa indefinida.

### 2016-presente:Harry StylesyFine Line
En febrero de 2016, Styles abandonó Modest Management, la empresa que representaba One Direction. En mayo del mismo año, lanzó su propio sello discográfico Erskine Records y firmó un contrato con la discográfica Columbia Records.
En marzo de 2017, anunció que su primer sencillo en solitario «Sign of the Times» se lanzaría el 7 de abril. La canción alcanzó el número uno en la lista de sencillos del Reino Unido y el número cuatro en el Billboard Hot 100. Rolling Stone clasificó el tema como la mejor canción de 2017. Adicionalmente, el vídeo musical ganó el Brit Award, como el mejor vídeo de un artista británico. En abril, fue un invitado musical en Saturday Night Live en los Estados Unidos e hizo su debut televisivo en The Graham Norton Show.
Su álbum debut homónimo se lanzó el 12 de mayo de 2017. Debutó en el número uno en varios países, incluidos el Reino Unido, Estados Unidos y Australia. El disco fue fuertemente influenciado por el rock suave de los años 70. Los siguientes sencillo estrenados para su promoción fueron «Two Ghosts» y «Kiwi». La película, Harry Styles: Behind the Album, que documentó el proceso de composición y grabación del álbum, se lanzó en mayo del mismo año, exclusivamente en Apple Music. Se embarcó en su primera gira de conciertos Harry Styles: Live on Tour, desde septiembre de 2017 hasta julio de 2018, actuando en América del Norte y del Sur, Europa, Asia y Australia.
Realizó su debut cinematográfico en la película de guerra Dunkerque (2017), dirigida por Christopher Nolan, interpretando a un soldado británico llamado Alex. En colaboración con Jack Antonoff e Ilsey Juber, compuso el tema «Alfie's Song», interpretada por la banda Bleachers, para la banda sonora de la película Love, Simon (2018). Ese mismo año, comenzó a modelar para Gucci, apareciendo en varias de sus campañas.
El 11 de octubre de 2019, reveló la portada y el título de la canción «Lights Up», la cual estrenó ese mismo día junto a su vídeo musical como el primer sencillo de su segundo álbum de estudio. La pista con sonidos R&B y soul, alcanzó la tercera posición en el Reino Unido y la diecisiete en la lista Billboard Hot 100 de Estados Unidos. El 4 de noviembre de 2019, anunció el nombre y lanzamiento de su segundo álbum Fine Line, junto a su portada oficial. El álbum debutó en la primera posición de las principales listas de los más vendidos en el Reino Unido y los Estados Unidos, con récords en ventas. El 16 de noviembre de 2019, apareció en el programa de televisión Saturday Night Live donde interpretó «Watermelon Sugar» y «Lights Up». De Fine Line sería más tarde lanzado como segundo sencillo el tema «Adore You», el cual alcanzó la posición siete en el Reino Unido y la seis en los Estados Unidos. Como tercer sencillo se lanzó «Falling», que logró el puesto quince en el Reino Unido. Posteriormente, se lanzaría «Watermelon Sugar» como cuarto sencillo y este alcanzó la primera posición del Billboard Hot 100 de los Estados Unidos, convirtiéndose en la primera canción número 1 de Styles en el país; esto además, lo convirtieron en el segundo integrante de One Direction en llegar a la cima del listado, tras Zayn Malik.
En 2022 protagonizó dos largometrajes: Don't Worry Darling, junto a Florence Pugh, que se estrenó en cines en septiembre de ese año, y My Policeman, que se estrenó en Amazon Prime Video en noviembre.

## Vida personal
El cantante ha indicado que sus mayores influencias son las bandas Fleetwood Mac, The Beatles, Coldplay, el solista Elvis Presley y el actor David Hasselhoff.
Por otra parte, el cantante ha dicho que sufre de ofidiofobia (miedo a las serpientes) y su lema es «trabajar duro, jugar duro, ser amable».
Styles divide su tiempo entre dos casas en el norte de Londres, después de haber vivido en la zona de Sunset Strip en West Hollywood, California. Vendió su residencia en Los Ángeles, tras desilusionarse con la ciudad. También posee un apartamento tipo loft en Manhattan.

## Discografía
| Como solista Álbumes de estudio - 2017: Harry Styles - 2019: Fine Line - 2022: Harry's House | Con One Direction Álbumes de estudio - 2011: Up All Night - 2012: Take Me Home - 2013: Midnight Memories - 2014: Four - 2015: Made in the A.M. |

## Filmografía
| Año  | Título                                         | Papel          | Notas      |
| ---- | ---------------------------------------------- | -------------- | ---------- |
| 2013 | This Is Us                                     | Él mismo       | Documental |
| 2014 | One Direction: Where We Are – The Concert Film | Él mismo       | Documental |
| 2017 | Harry Styles: Behind the Album                 | Él mismo       | Documental |
| 2017 | Dunkirk                                        | Alex           |            |
| 2021 | Eternals                                       | Starfox / Eros | Cameo      |
| 2022 | Don't Worry Darling                            | Jack Chambers  |            |
| 2022 | My Policeman                                   | Tom Burgess    |            |

| Año        | Título                               | Papel    | Notas                      |
| ---------- | ------------------------------------ | -------- | -------------------------- |
| 2012       | iCarly                               | Él mismo | Episodio iGo One Direction |
| 2012–2019  | Saturday Night Live                  | Él mismo | 5 episodios                |
| 2017       | Harry Styles at the BBC              | Él mismo | Especial de BBC            |
| 2017, 2019 | The Late Late Show with James Corden | Él mismo | 2 episodios                |
| 2018       | Happy Together                       | ―        | Solo productor ejecutivo   |

## Premios y nominaciones
A lo largo de su carrera como solista, Styles también ha logrado conseguir varios premios y reconocimientos por su música e imagen, entre los más importantes: un premio Grammy a la mejor interpretación de solista pop por su sencillo «Watermelon Sugar», dos premios Brit, el primero en 2017 por el video del sencillo «Sign of the Times» y el segundo en 2021 también por su tema Watermelon Sugar al mejor sencillo británico. Además de esto, también ha ganado un American Music Award, cinco iHeartRadio Music Awards, cuatro premios MTV entre los que se incluye un Video Music Award, un premio de música Billboard, dos premios ARIA de Australia, un premio Juno de Canadá, 4 premios BMI y 9 Teen Choice Awards. En la gala de los Grammy del 2023, el artista obtuvo el premio a mejor disco del año y mejor álbum vocal pop con "Harry´s House".

## Giras
- Harry Styles: Live on Tour (2017-18)
- Love on Tour (2020-2023)